# جایزه قهرمان امپایر
جایزه قهرمان امپایر رده‌ای از جوایز امپایر است که توسط مجله بریتانیایی امپایر اهدا می‌شود. این جایزه برای نخستین بار در سال ۲۰۱۰ معرفی شد و جود لا نخستین دریافت‌کننده این جایزه بود. تام هیدلستون دریافت‌کننده کنونی این جایزه است.

## برندگان

### دهه ۲۰۱۰
| سال  | برنده                     | منبع  |
| ---- | ------------------------- | ----- |
| ۲۰۱۰ | جود لا                    | [ ۱ ] |
| ۲۰۱۱ | کایرا نایتلی              | [ ۲ ] |
| ۲۰۱۲ | مایکل فاسبندر             | [ ۳ ] |
| ۲۰۱۳ | دنیل رادکلیف              | [ ۴ ] |
| ۲۰۱۴ | سیمون پگ                  | [ ۵ ] |
| ۲۰۱۵ | بازیگران ''بازی تاج‌وتخت'' | [ ۶ ] |
| ۲۰۱۶ | استنلی توچی               | [ ۷ ] |
| ۲۰۱۷ | تام هیدلستون              | [ ۸ ] |